# Aristolochia watsonii
Aristolochia watsonii Wooton & Standl. – gatunek rośliny z rodziny kokornakowatych (Aristolochiaceae Juss.). Występuje naturalnie w Meksyku i Stanach Zjednoczonych (w stanach Arizona oraz Nowy Meksyk.

## Morfologia
PokrójBylina o wyprostowanych i nagich pędach. Dorasta do 50 cm wysokości.
LiścieMają lancetowaty kształt. Mają 8 cm długości oraz 5 cm szerokości. Nasada liścia ma strzałkowaty kształt. Z ostrym lub spiczastym wierzchołkiem. Są owłosione od spodu. Ogonek liściowy jest nagi i ma długość 0,5–1 cm.
KwiatyZygomorficzne, pojedyncze. Mają brązowo-purpurową barwę. Dorastają do 10 mm długości i 3 mm średnicy. Mają kształt wyprostowanej lub lekko wygiętej tubki. Podsadki mają owalny kształt.
OwoceTorebki o jajowatym lub odwrotnie jajowatym kształcie. Mają 1,5 cm długości i 1–2 cm szerokości. Pękają u podstawy.

## Biologia i ekologia
Rośnie na skalistych zboczach. Występuje na wysokości do 1000 m n.p.m. Kwitnie od maja do lipca, natomiast owoce pojawiają się od sierpnia do października.